# خزردين (خسرو أباد)
خزردین (بالفارسية: خزردین) هي قرية تقع في إيران في قسم خسرو أباد الريفي. يقدر عدد سكانها بـ 59 نسمة بحسب إحصاء 2016.